# پسری از بهشت
پسری از بهشت (به انگلیسی: Boy from Heaven) یک فیلم سوئدی در ژانر میهج و سیاسی محصول سال ۲۰۲۲ به کارگردانی طارق صالح است.
این فیلم اولین نمایش جهانی خود را در ۲۰ مه ۲۰۲۲ در جشنواره فیلم کن انجام داد و در آنجا برای رقابت برای نخل طلا انتخاب شد. در جشنواره کن، طارق صالح، جایزه بهترین فیلمنامه و فیلم جایزه فرانسوا شاله را دریافت کرد.

## داستان
آدم، پسر یک ماهیگیر، پیشنهاد تحصیل در دانشگاه الازهر در قاهره را می‌پذیرد. اندکی پس از ورودش، امام اعظم الازهر به طور ناگهانی می‌میرد و جنگ قدرت برای جایگزینی او آغاز می‌شود…

## بازیگران
- توفیق برهوم: آدم
- فارس فارس:ابراهیم
- محمد بکری: ژنرال سکران
- مکرم خوری: شیخ نجم
- مهدی دبی: زی‌زی
- موهه ایوب: سوبی
- شیروان حاجی: سلیمان

## تولید
این فیلم در مسجد سلیمانیه در استانبول، ترکیه فیلمبرداری شد.